# Giao hưởng số 4 (Beethoven)
Giao hưởng số 4 cung Si giáng trưởng, Op. 60 là bản giao hưởng của nhà soạn nhạc thiên tài người Đức Ludwig van Beethoven. Ông sáng tác nó vào mùa hè năm 1806. Tác phẩm được trình diễn lần đầu tiên vào tháng 3 năm 1807 tại nhà của Franz Joseph von Lobkowitz. Tác phẩm của Beethoven gồm 4 chương theo đúng truyền thống của nhạc cổ điển châu Âu:
- Chương 1: Adagio-Allegro: Chương này được mở đầu bởi các nhạc cụ bộ gỗ. Các nhạc cụ này làm nền cho các nhạc cụ bộ dây. Phần Adagio chỉ kéo dài hơn 2 phút. Các nhạc cụ bộ dây kết thúc nó và thể hiện sự nối tiếp rõ ràng với phần Allegro phía sau. Vẫn như nhiều tác phẩm của Beethoven, tác phẩm đã thể hiện rõ phong cách anh hùng ca nhưng cũng rất giản dị.
- Chương 2: Adagio: Đây là một chương chậm. Có thể nói phong cách âm nhạc của chương này có điểm khá giống với chương 3 của bản giao hưởng số 9 của chính nhà soạn nhạc vĩ đại người Đức. Nhẹ nhàng, nhưng cũng không thiếu lúc bùng lên mạnh mẽ rồi lại lắng xuống.
- Chương 3: Menuetto-Allegro Vivace: Đây là sự kết hợp độc đáo của Beethoven Có thể nói như vậy vì rất ít nhà soạn nhạc có thể viết theo cấu trúc kiểu đó. Trước Beethoven, người ta chỉ đến những giai điệu của minuet (menuetto) cho chương này. Sau Beethoven, dù có thay đổi về giai điệu của chương này, nhưng có người chỉ viết cho nó hoặc là scherzo, hoặc là waltz (như trường hợp của Pyotr Ilyich Tchaikovsky), hoặc là Allegro thông thường chứ dường như ít có sự kết hợp như trong chương 3 của giao hưởng số 4 của Beethoven. Ông đã kết hợp hài hòa giữa nhịp bước nhảy của minuet với những tiết tấu nhanh của allegro để tạo nên một chương nhạc đặc sắc (thực ra cũng không hoàn toàn là minuet được kết hợp với allegro). Chúng ta hoàn toàn có thể liên tưởng tới chương ba bản giao hưởng số 7 của ông khi nghe chương này, vì cả hai chương này đều có những giai điệu giống nhau.
- Chương 4: Allegro ma non troppo: Trở lại với chủ đề và phong cách của phần allegro trong chương 1, nhưng tiết tấu trong chương này nhanh hơn. Mạnh mẽ và giản dị, những từ chúng ta nói về chương 1, hoàn toàn có thể được dùng để nói về chương 4.

Robert Schumann đã có nhận xét về sau về tác phẩm:
| “ | Đó là cô gái Hy Lạp mảnh dẻ giữa hai người khổng lồ phương Bắc' | ” |

Nhận xét này có ám chỉ đến bản giao hưởng số 3 và số 5 của Beethoven.

## Âm thanh
| Bản giao hưởng số 4 của Beethoven, chương 1: Adagio-Allegro |  |
|                                                             |  |
|                                                             |  |

| Bản giao hưởng số 4 của Beethoven, chương 2: Adagio |  |
|                                                     |  |
|                                                     |  |

| Bản giao hưởng số 4 của Beethoven, chương 3: Menuetto-Allegro vivace |  |
|                                                                      |  |
|                                                                      |  |

| Bản giao hưởng số 4 của Beethoven, chương 4: Allegro ma non troppo |  |
|                                                                    |  |
|                                                                    |  |